# Chronobus
Pour un article plus général, voir Autobus de Nantes.
Ne doit pas être confondu avec Chronoplus.
Chronobus est le label décerné à certaines lignes de bus des transports en commun de l'agglomération nantaise exploitées par la SEMITAN, bénéficiant d'un parcours en partie en site propre et d'une fréquence élevée, tout en utilisant des véhicules de dernière génération. Ces lignes possèdent également une grande amplitude horaire qui débute à 5 h et se poursuit jusqu'à 0 h 30 en semaine et jusqu'à 2 h 30 le vendredi et samedi (seule la ligne C20 n'assure pas de service de nuit et s'arrête donc vers 22 h 30).
Le réseau Chronobus est constitué actuellement, avec ses 100,3 km, de 9 lignes et de 290 arrêts. 145 883 voyages par jour ont été assurés en 2019.

## Histoire

### Les premières lignes Chronobus
Avant le 1er octobre 2012, il existait trois lignes Chronobus :
- Créée initialement en 1976, la ligne 32 est la première à recevoir la dénomination Chronobus en septembre 2003[2], après avoir reçu le label NF service au printemps de cette année. Elle relie alors la station Commerce au terminus Bout des Landes au nord de la ville. La ligne s'étire donc sur 6,9 km et dessert 26 arrêts. Sous sa forme améliorée lancée le 1er octobre 2012, la ligne se nomme désormais C2, et relie actuellement la Gare Sud au Cardo.
- La ligne 25 est une ligne périphérique à l'ouest de Nantes qui relie la Gare de Chantenay à la station de la ligne 2 École Centrale – Audencia. Considérée comme étant la deuxième ligne Chronobus à partir de 2004[3], la ligne a été renommée 20 à la rentrée 2015, puis C20 le 27 août 2018, et deviens ainsi la neuvième ligne Chronobus nouvelle génération.
- La ligne 86 relie le nord de la commune de La Chapelle-sur-Erdre sur 2 branches (vers Perrières ou anciennement Coutancière), au terminus Bout des Pavés dans les quartiers nord de Nantes. Elle rejoint le cercle fermé des lignes Chronobus à la rentrée 2007[2]. Toutefois, ce label ne correspond pas réellement à la ligne puisque ses fréquences sont moindres que celles des lignes 32 et 25, tandis que le parcours effectué en site propre est minime[2].

### Lignes Chronobus nouvelle génération

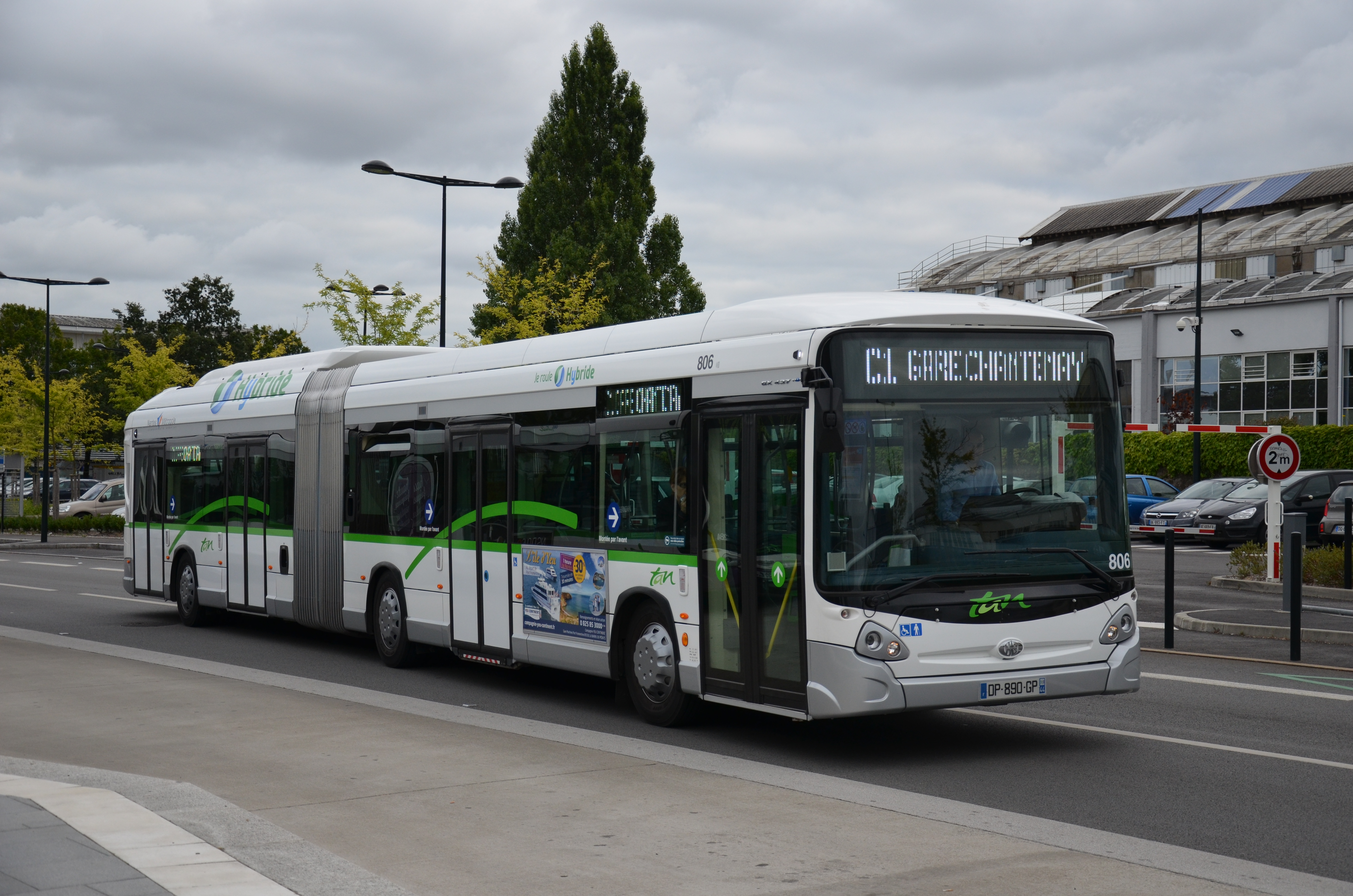
Heuliez GX 437 Hybride sur la ligne C1, à Haluchère – Batignolles.

La Semitan, après avoir développé le réseau tramway depuis 2000, puis innové avec le Busway en 2006, va désormais s'attaquer à l'adaptation et l'amélioration du réseau bus. Un lourd chantier qui s'étalera de 2009 à 2020.
Celui-ci consiste à créer 10 lignes de Chronobus dont la redéfinition doit se rapprocher de celle d'un bus à haut niveau de service (BHNS). Ces lignes reprendront en grande partie les itinéraires de lignes préexistantes, y compris deux des trois Chronobus « ancienne version » (seule la ligne 86 n'est pas concernée par le projet à la suite de l'arrivée du Tram-Train Nantes Châteaubriant en 2013). Ces nouvelles lignes seront un intermédiaire entre le réseau armature constitué des lignes de tramway et de Busway, et le réseau plus fin des lignes de bus classiques. Elles permettront donc de créer une hiérarchisation du réseau avec en premier le réseau armature, puis les lignes Chronobus et enfin les lignes de bus classiques.
Ces lignes permettront aussi de desservir des quartiers prioritaires et ainsi de faciliter l'usage des transports collectifs pour les populations les plus fragiles. De nombreux équipements sportifs, culturels ou de loisirs pourront également être desservis par ces lignes tels que le stade de la Beaujoire, le parc des expositions de la Beaujoire, des pôles commerciaux, hospitaliers, scolaires et universitaires (tel que le campus de la Chantrerie).
Comme autre objectif avec la création de ces lignes, il y a l'incitation au report modal vers d'autres modes que la voiture, puisque ces nouvelles lignes emprunteront des pénétrantes urbaines très fréquentées par les automobilistes. La création d'une offre alternative à la voiture peut donc inciter à ce report. Des zones 30 ont également été mises en place dans et autour du centre-ville afin de réduire les vitesses, et le cours des 50-Otages et quelques rues adjacentes sont devenues une zone à trafic limité (ZTL) le 1er octobre 2012 ou seuls les tramways, bus, deux-roues, piétons, services d'urgences ainsi que les riverains et professionnels munis d'une autorisation peuvent circuler,.
Enfin, ces nouvelles lignes permettront d'aider la désaturation du nœud central Commerce en multipliant les points d'échanges autour et dans le centre-ville (Hôtel Dieu, Gare Sud, Foch...).

Volvo 7000A GNV sur la ligne C1 avec la livrée « Chronobus », près de l'arrêt Saint-Nicolas en 2014 (ce véhicule est aujourd'hui réformé).

Le 9 avril 2010, après la délibération du conseil communautaire de Nantes Métropole du 20 mars 2009, est voté l'évolution de l'offre de transport collectif et la création de nouvelles lignes Chronobus,.

### Rationalisation de l'offre
En prévision du projet et à la suite de la délibération du conseil communautaire de Nantes Métropole du 15 juin 2009, l'offre du réseau a été rationalisée et plusieurs services considérés comme peu performants ou trop peu fréquentés sont supprimés. Cette rationalisation permettra d'optimiser l'offre sur les nouvelles lignes Chronobus.
Ainsi, à la rentrée 2009, 3 lignes de bus (45, 48 et 77), une ligne de Navibus, les circuits internes de Vertou, Sainte-Luce, Carquefou et Rezé et sept navettes ont été supprimés, tandis qu'une dizaine d'autres lignes ont vu leur fréquence ou leur amplitude réduite. À la rentrée 2010, c'est au tour des lignes 87 et 89 d'être supprimées, et à la ligne 24 de voir son parcours divisé en deux, tandis que la ligne Express Le Pellerin est créée.

### Particularités de ces lignes

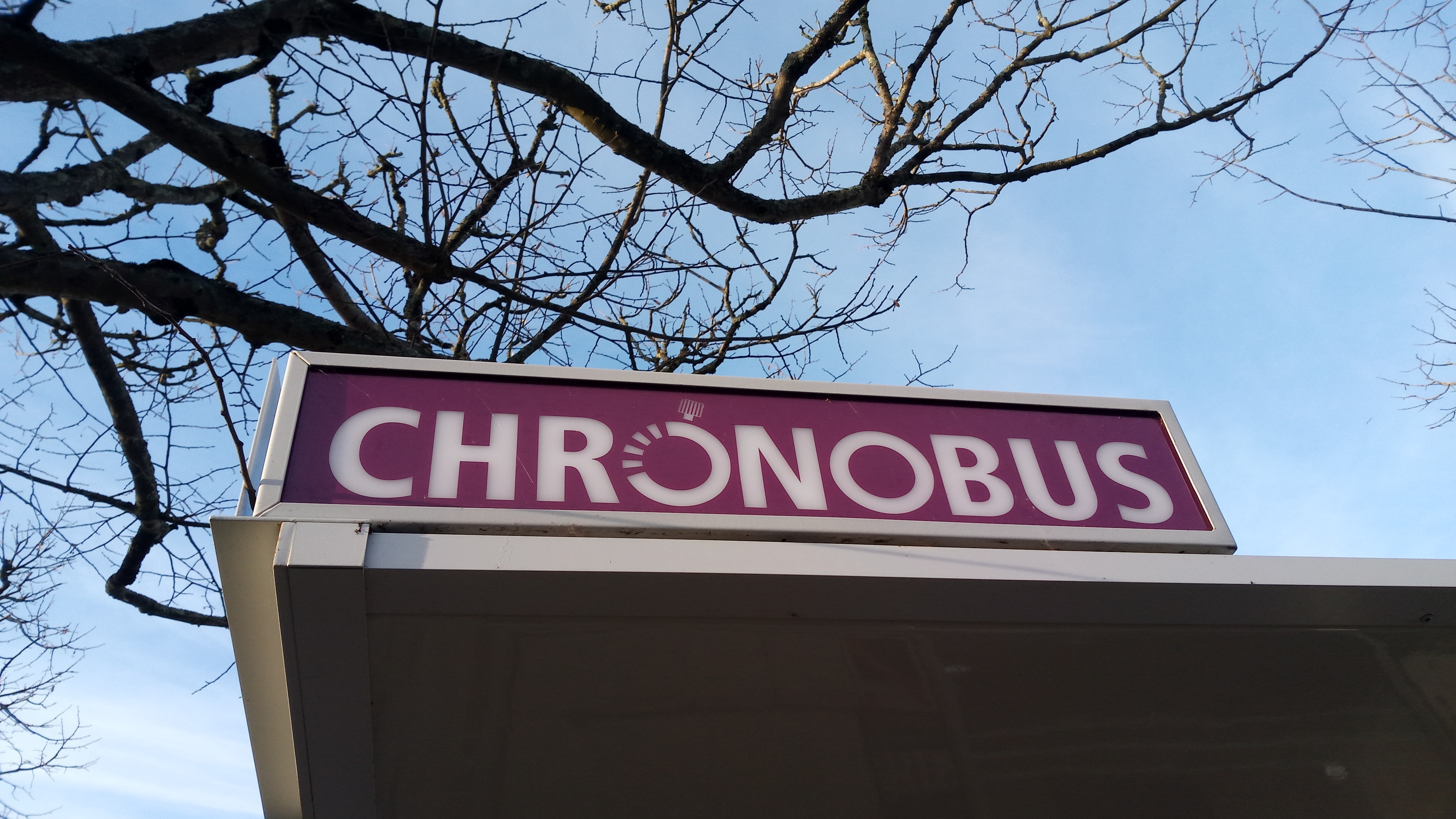
Panneau Chronobus au-dessus d'une aubette JCDecaux à Gare Sud, permettant de facilement identifier les arrêts desservis par une ligne Chronobus.

Ces dix lignes verront leurs fréquences augmenter (avec un bus toutes les 5 à 8 minutes en heures de pointe et toutes les 10 à 12 minutes en heures creuses) et auront une amplitude horaire élargie (de 5 h 0 à minuit) similaires aux lignes de tramway et de Busway. Des véhicules de dernière génération seront affectés à ces lignes afin d'en améliorer le confort, et plusieurs sites propre seront mis en place,. Un système de « Nouvelle prise en compte aux feux » (ou NPCF) permettant de donner la priorité aux bus aux carrefours à feux grâce à un système de radio courte portée contribuera également à la bonne tenue des horaires.
Chaque arrêt Chronobus disposera soit d'une aubette avec un banc, soit d'un poteau d'arrêt avec un appui fesses. Des installations sur la chaussée permettront d'empêcher les autres véhicules de dépasser le bus lorsqu'il est à l'arrêt, afin de sécuriser la traversée des piétons et de faciliter le redémarrage du bus. Le plan du réseau, des fiches horaires et des bornes d’information aux principaux points de correspondances indiquant les prochains passages et/ou les éventuelles perturbations. La majorité des arrêts et tous les véhicules seront accessibles aux personnes à mobilité réduite.
Avec le lancement de ces nouvelles lignes, une signalétique spécifique a été conçue avec par exemple un panneau aux arrêts afin d'identifier ceux desservis par des lignes Chronobus, et une livrée apposée sur plusieurs véhicules (mais cette dernière devient de moins en moins visible au cours du temps).

## Périodes de mise en service

### Première phase 2012-2013
Cette première phase, qui s'étale de 2010 à 2013, concerne 7 axes très fréquentés qui sont traités en priorité, et se verront attribuer le label Chronobus.
Les quatre premières lignes (C1 à C4) ont été mises en service le 1er octobre 2012, et les trois lignes suivantes (C5 à C7) le seront le 26 août 2013. Le lancement de ces sept premières lignes a nécessité 70 millions d'euros d'aménagements.

### Deuxième phase 2014-2018
La deuxième phase du projet a porté sur 3 autres axes, dont la mise en chantier est intervenu à partir des élections municipales 2014,,. Ainsi, 2 nouvelles lignes ont été créées le 27 août 2018 : les lignes C9 et C20.
Était également prévu la transformation de la ligne 10 en ligne C10, mais cette création a été reporté à une date ultérieure.

### Troisième phase 2025-...
La troisième phase du projet porte sur la création d'une nouvelle ligne : la ligne C8. Cette ligne dont la mise en service est souhaitée pour la rentrée 2025 reprendra le parcours de l'actuelle ligne 54.

## Lignes actuellement en service

### Ligne C1
| Ligne | Caractéristiques | Caractéristiques                            | Caractéristiques                            | Caractéristiques                            | Caractéristiques                                          | Caractéristiques                              | Caractéristiques                            | Caractéristiques                              | Caractéristiques                            |
| C1    | Gare de Chantenay ⥋ Haluchère – Batignolles | Gare de Chantenay ⥋ Haluchère – Batignolles | Gare de Chantenay ⥋ Haluchère – Batignolles | Gare de Chantenay ⥋ Haluchère – Batignolles | Gare de Chantenay ⥋ Haluchère – Batignolles               | Gare de Chantenay ⥋ Haluchère – Batignolles   | Gare de Chantenay ⥋ Haluchère – Batignolles | Gare de Chantenay ⥋ Haluchère – Batignolles   | Gare de Chantenay ⥋ Haluchère – Batignolles |
| ----- | --- | ------------------------------------------- | ------------------------------------------- | ------------------------------------------- | --------------------------------------------------------- | --------------------------------------------- | ------------------------------------------- | --------------------------------------------- | ------------------------------------------- |
| C1    | Ouverture / Fermeture 1er octobre 2012 / — | Longueur 9 km                               | Durée 33 min                                | Nb. d’arrêts 30                             | Matériel GX 427 GNV GX 427 HYB GX 437 HYB Urbanway 18 GNV | Jours de fonctionnement L, Ma, Me, J, V, S, D | Jour / Soir / Nuit / Fêtes O / O / O / O    | Voy. / an 22 537 voyages / jour bleu en 2 020 | Exploitant SEMITAN (Le Bêle)                |
| C1    | Desserte : - Ville(s) desservie(s) : Nantes - Principaux lieux desservis : Lycée Louis-Antoine de Bougainville, Pôle emploi - Nantes Chantenay, Docks de Chantenay, Grue Noire, Pôle emploi - Direction régionale Pays de la Loire, Parc des Oblates, Église Sainte-Anne, Cimetière Sainte-Anne, Place du Général-Mellinet, Place Canclaux, Place de l'Édit-de-Nantes, Salle Francine Vasse, Place Delorme, Basilique Saint-Nicolas de Nantes, Cours des 50-Otages, Hôtel de ville, Square Amiral-Halgan, Cathédrale de Nantes, Place Maréchal-Foch, Musée d'Arts de Nantes, Lycée Georges-Clemenceau, Jardin des plantes, Musée des sapeurs-pompiers de Loire-Atlantique, IUT de Nantes - Campus Centre-Ville, Lycée Eugène-Livet, Gymnase Gaston Turpin, Collège Privé Saint Raphaël, Basilique Saint-Donatien-et-Saint-Rogatien, Le Grand T, Rond-point de Paris, Parc du Plessis-Tison, Lycée Blanche-de-Castille, Stade Saint-Pierre, Salle Bonnaire, Pôle emploi - Nantes Haluchère, Clinique Jules Verne, Piscine Jules-Verne. |                                             |                                             |                                             |                                                           |                                               |                                             |                                               |                                             |
| C1    | Autre : - Amplitude horaire et fréquence : - Jour bleu : de 5 h 0 à 1 h 0 (3 h 0 le vendredi) avec un bus toutes les 6 à 7 minutes en heures de pointe, toutes les 8 à 10 minutes en heures creuses, toutes les 15 minutes de 21 h 0 à 22 h 30 et toutes les 30 minutes après 22 h 30. - Jour vert : de 5 h 0 à 1 h 0 (3 h 0 le vendredi) avec un bus toutes les 6 à 7 minutes en heures de pointe, toutes les 10 minutes en heures creuses, toutes les 15 minutes de 21 h 0 à 22 h 30 et toutes les 30 minutes après 22 h 30. - Jour jaune : de 5 h 0 à 1 h 0 (3 h 0 le vendredi et le samedi) avec un bus toutes les 10 minutes en journée, toutes les 15 minutes de 21 h 0 à 22 h 30 et toutes les 30 minutes après 22 h 30. - Jour violet : de 5 h 0 à 3 h 0 avec un bus toutes les 12 minutes en journée, toutes les 15 minutes de 21 h 30 à 22 h 30 et toutes les 30 minutes après 22 h 30. - Jour blanc : de 5 h 40 à 1 h 0 avec un bus toutes les 25 minutes en journée et toutes les 30 minutes après 22 h 0. - Histoire : La ligne C1 a remplacé l'ancienne ligne 21 qui reliait la Gare de Chantenay à Perray (actuel terminus de la ligne 11). La ligne a repris l'ancien itinéraire de la ligne 23 entre Chocolaterie et Haluchère – Batignolles. - Date de dernière mise à jour : 21 août 2020 |                                             |                                             |                                             |                                                           |                                               |                                             |                                               |                                             |
| C1    | Dernière actualisation : — |                                             |                                             |                                             |                                                           |                                               |                                             |                                               |                                             |

|  |   |  | Arrêts                  | Communes | Correspondances Tan | Correspondances Aléop                   |
|  | - |  | ----------------------- | -------- | ------------------- | --------------------------------------- |
|  | o |  | Gare de Chantenay       | Nantes   | C20 10 81 E1        |                                         |
|  | o |  | Bas-Chantenay           | Nantes   | 10 81 N2            |                                         |
|  | o |  | Jean Macé               | Nantes   | 10                  |                                         |
|  | o |  | Hérelle                 | Nantes   |                     |                                         |
|  | o |  | Lusançay                | Nantes   |                     |                                         |
|  | o |  | Lechat                  | Nantes   |                     |                                         |
|  | o |  | Bourdonnais             | Nantes   |                     |                                         |
|  | o |  | Saint-Aignan            | Nantes   |                     |                                         |
|  | o |  | Mellinet                | Nantes   | 11 23               |                                         |
|  | o |  | Canclaux                | Nantes   | C3 11 23            |                                         |
|  | o |  | Lamoricière             | Nantes   | C3 11 23            |                                         |
|  | o |  | Édit de Nantes          | Nantes   | C3 11 23            |                                         |
|  | o |  | Copernic                | Nantes   | C3 11 23            |                                         |
|  | o |  | Saint-Nicolas           | Nantes   | C3 C6 11 23 26 54   | 350                                     |
|  | o |  | Place du Cirque         | Nantes   | 2 C2 C6 11 23       | 300 309 310 311 320 322 346 348 360 371 |
|  | o |  | Hôtel de Ville          | Nantes   | C6 11 12            |                                         |
|  | o |  | Saint-Pierre            | Nantes   | C6 11 12            |                                         |
|  | o |  | Foch – Cathédrale       | Nantes   | 4 C6 11 12          | 346 348 360                             |
|  | o |  | Sophie Trébuchet        | Nantes   | 11 12               |                                         |
|  | o |  | Saint-Clément           | Nantes   |                     | 346 348 360                             |
|  | o |  | Chanzy                  | Nantes   |                     |                                         |
|  | o |  | Desaix                  | Nantes   |                     | 346 348 360                             |
|  | o |  | Saint-Donatien          | Nantes   |                     | 346 348 360                             |
|  | o |  | Chalâtres               | Nantes   |                     |                                         |
|  | o |  | Rond-Point de Paris     | Nantes   | 10                  | 346 348 360                             |
|  | o |  | Plessis Tison           | Nantes   |                     | 346 348 360                             |
|  | o |  | Croissant               | Nantes   |                     | 346 348 360                             |
|  | o |  | Chocolaterie            | Nantes   |                     |                                         |
|  | o |  | Platanes                | Nantes   |                     |                                         |
|  | o |  | Haluchère – Batignolles | Nantes   | 1 23 77 80 85 95    | 346 348 360                             |

### Ligne C2
| Ligne | Caractéristiques | Caractéristiques    | Caractéristiques    | Caractéristiques    | Caractéristiques                    | Caractéristiques                              | Caractéristiques                         | Caractéristiques                                | Caractéristiques                    |
| C2    | Le Cardo ⥋ Gare Sud | Le Cardo ⥋ Gare Sud | Le Cardo ⥋ Gare Sud | Le Cardo ⥋ Gare Sud | Le Cardo ⥋ Gare Sud                 | Le Cardo ⥋ Gare Sud                           | Le Cardo ⥋ Gare Sud                      | Le Cardo ⥋ Gare Sud                             | Le Cardo ⥋ Gare Sud                 |
| ----- | --- | ------------------- | ------------------- | ------------------- | ----------------------------------- | --------------------------------------------- | ---------------------------------------- | ----------------------------------------------- | ----------------------------------- |
| C2    | Ouverture / Fermeture 1er octobre 2012 / — | Longueur 8,5 km     | Durée 25 à 30 min   | Nb. d’arrêts 29     | Matériel GX 427 GNV Urbanway 18 GNV | Jours de fonctionnement L, Ma, Me, J, V, S, D | Jour / Soir / Nuit / Fêtes O / O / O / O | Voy. / an 13 935 voyageurs / jour (2 015/2 016) | Exploitant SEMITAN (Saint-Herblain) |
| C2    | Desserte : - Ville(s) desservie(s) : Nantes et Orvault - Principaux lieux desservis : Salle festive Nantes Nord, Gymnase du Bout des Landes, Mosquée Rahma, Centre de détention de Nantes, Parc de l'Amande, Médiathèque Luce-Courville, Mairie Annexe Nantes-Nord, Église Notre-Dame de Lourdes, Parc de La Gaudinière, Mairie Annexe Nantes-Barberie, Collège Hector Berlioz, Rond-point de Rennes, Clinique du Parc, Archives départementales de la Loire-Atlantique, Lycée Saint-Stanislas, Lycée Talensac, Marché de Talensac, Préfecture de Loire-Atlantique, Cours des 50-Otages, Place du Commerce, Île Feydeau, CHU de Nantes, Terrain Neutre Théâtre (TNT), Le Lieu unique, Tour LU, Le Jardin Unique. |                     |                     |                     |                                     |                                               |                                          |                                                 |                                     |
| C2    | Autre : - Amplitude horaire et fréquence : - Jour bleu : de 5 h 5 à 1 h 5 (3 h 5 le vendredi) avec un bus toutes les 6 à 10 minutes en journée, toutes les 15 minutes de 20 h 25 à 22 h 30 et toutes les 30 minutes après 22 h 30. - Jour vert : de 5 h 5 à 1 h 5 (3 h 5 le vendredi) avec un bus toutes les 6 à 10 minutes en journée, toutes les 15 minutes de 20 h 40 à 22 h 40 et toutes les 30 minutes après 22 h 40. - Jour jaune : de 5 h 5 à 1 h 5 (3 h 5 le vendredi et le samedi) avec un bus toutes les 10 minutes en journée, toutes les 15 minutes de 20 h 30 à 22 h 40 et toutes les 30 minutes après 22 h 40. - Jour violet : de 5 h 5 à 3 h 5 avec un bus toutes les 12 minutes en journée, toutes les 15 minutes de 20 h 0 à 22 h 40 et toutes les 30 minutes après 22 h 40. - Jour blanc : de 6 h 0 à 1 h 5 avec un bus toutes les 25 minutes en journée et toutes les 30 minutes après 21 h 0. - Histoire : La ligne C2 a remplacé l'ancienne ligne 32 entre Le Cardo et Commerce. Elle fut prolongée à Gare Sud à la rentrée 2017 afin de créer un nouvel accès direct à la gare pour les voyageurs venant des quartiers Nord. La combinaison des lignes C2 et C3 permet également une liaison alternative à la ligne 1 pour relier la gare au centre-ville. Ce prolongement a également permis à la ligne C2 de changer de dépôt, passant ainsi du dépôt de Trentemoult à celui de St-Herblain, après une période transitoire entre la rentrée 2016 et la rentrée 2017, ou la ligne était exploitée par ces 2 dépôts. - Date de dernière mise à jour : 21 août 2020 |                     |                     |                     |                                     |                                               |                                          |                                                 |                                     |
| C2    | Dernière actualisation : — |                     |                     |                     |                                     |                                               |                                          |                                                 |                                     |

|  |   |  | Arrêts               | Communes        | Correspondances Tan | Correspondances Aléop                                   |
|  | - |  | -------------------- | --------------- | ------------------- | ------------------------------------------------------- |
|  | o |  | Le Cardo             | Orvault         | 2 50 59 89          | 300 309 310 311 322 324                                 |
|  | o |  | Les Roches           | Nantes          | 50 59               |                                                         |
|  | o |  | René Cassin          | Nantes          | 2 50 96             |                                                         |
|  | o |  | Chêne des Anglais    | Nantes          | 2 96                |                                                         |
|  | o |  | La Coulée            | Nantes          |                     |                                                         |
|  | o |  | Bertrand             | Nantes          |                     |                                                         |
|  | o |  | Route de La Chapelle | Nantes          |                     |                                                         |
|  | o |  | Bout des Pavés       | Nantes, Orvault | C20 59 86 96        | 309 310 311                                             |
|  | o |  | Vallée               | Nantes, Orvault | C20 59              |                                                         |
|  | o |  | Pont du Cens         | Nantes, Orvault | C20 59              |                                                         |
|  | o |  | Forêt                | Nantes          |                     |                                                         |
|  | o |  | La Close             | Nantes          |                     |                                                         |
|  | o |  | Berlioz              | Nantes          | 12                  | 300 309 310 311 322                                     |
|  | o |  | Rennes – Longchamp   | Nantes          | 12                  |                                                         |
|  | o |  | Américains           | Nantes          | 12                  | 300 309 310 311 320 322 371                             |
|  | o |  | Rond-Point de Rennes | Nantes          | 10 12 23 26         | 300 309 310 311 320 322 371                             |
|  | o |  | Le Goffic            | Nantes          | 12 23               | 300 309 310 311 320 322 371                             |
|  | o |  | Bruneau              | Nantes          | 12 23               |                                                         |
|  | o |  | Bel Air              | Nantes          | 12 23               | 300 309 310 311 320 322 371                             |
|  | o |  | Saint-Stanislas      | Nantes          | 12 23               |                                                         |
|  | o |  | Talensac             | Nantes          | 12 23               | 300 309 310 311 320 322 360 371                         |
|  | o |  | 50 Otages            | Nantes          | 2 12 23             |                                                         |
|  | o |  | Cirque – Marais      | Nantes          | 12 23               |                                                         |
|  | o |  | Place du Cirque      | Nantes          | 2 C1 C6 11 23       | 300 309 310 311 320 322 346 348 360 371                 |
|  | o |  | Commerce             | Nantes          | 1 2 3 C3 26 54      |                                                         |
|  | o |  | Hôtel Dieu           | Nantes          | C3 54               | 300 301 309 310 311 312 320 322 346 350 360 370 371 380 |
|  | o |  | Monteil              | Nantes          | C3 54               |                                                         |
|  | o |  | Lieu Unique          | Nantes          | C3 54               |                                                         |
|  | o |  | Gare Sud             | Nantes          | 1 5 C3 54           | 300 301 309 310 311 312 320 322 346 350 360 370 371 380 |

### Ligne C3
| Ligne | Caractéristiques | Caractéristiques            | Caractéristiques            | Caractéristiques            | Caractéristiques                    | Caractéristiques                              | Caractéristiques                         | Caractéristiques                                     | Caractéristiques                    |
| C3    | Armor ⥋ Boulevard de Doulon | Armor ⥋ Boulevard de Doulon | Armor ⥋ Boulevard de Doulon | Armor ⥋ Boulevard de Doulon | Armor ⥋ Boulevard de Doulon         | Armor ⥋ Boulevard de Doulon                   | Armor ⥋ Boulevard de Doulon              | Armor ⥋ Boulevard de Doulon                          | Armor ⥋ Boulevard de Doulon         |
| ----- | --- | --------------------------- | --------------------------- | --------------------------- | ----------------------------------- | --------------------------------------------- | ---------------------------------------- | ---------------------------------------------------- | ----------------------------------- |
| C3    | Ouverture / Fermeture 1er octobre 2012 / — | Longueur 12,1 km            | Durée 45 min                | Nb. d’arrêts 37             | Matériel GX 427 GNV Urbanway 18 GNV | Jours de fonctionnement L, Ma, Me, J, V, S, D | Jour / Soir / Nuit / Fêtes O / O / O / O | Voy. / an 20 660 voyageurs / jour bleu (2 018/2 019) | Exploitant SEMITAN (Saint-Herblain) |
| C3    | Desserte : - Ville(s) desservie(s) : Nantes et Saint-Herblain - Principaux lieux desservis : Zone d'activités d'Armor, Zénith de Nantes Métropole, Polyclinique de l'Atlantique, Institut de la Main, Mairie annexe Nantes-Dervallières, EHPAD Renoir, Parc de Procé, Place Canclaux, Place de l'Édit-de-Nantes, Place Delorme, Basilique Saint-Nicolas de Nantes, Cours des 50-Otages, Place du Commerce, Île Feydeau, CHU de Nantes, Terrain Neutre Théâtre (TNT), Le Lieu unique, Tour LU, Le Jardin Unique, Quartier Malakoff, Collège Sophie Germain, Petite Amazonie de Nantes, Piscine de la Petite Amazonie, Péage sauvage, Mairie annexe Nantes-Malakoff, Pôle emploi - Nantes Malakoff, Square Hongrie, Parc de la Roche, Grande Mosquée de Nantes, Régie de l'eau de Nantes Métropole. |                             |                             |                             |                                     |                                               |                                          |                                                      |                                     |
| C3    | Autre : - Amplitude horaire et fréquence : - Jour bleu : de 5 h 0 à 1 h 10 (3 h 10 le vendredi) avec un bus toutes les 6 à 10 minutes en journée, toutes les 15 minutes de 20 h 0 à 22 h 0 et toutes les 30 minutes après 22 h 0. - Jour vert : de 5 h 0 à 1 h 10 (3 h 10 le vendredi) avec un bus toutes les 6 à 10 minutes en journée, toutes les 15 minutes de 20 h 30 à 22 h 0 et toutes les 30 minutes après 22 h 0. - Jour jaune : de 5 h 0 à 1 h 10 (3 h 10 le vendredi et le samedi) avec un bus toutes les 10 minutes en journée, toutes les 15 minutes de 20 h 30 à 22 h 0 et toutes les 30 minutes après 22 h 0. - Jour violet : de 5 h 0 à 3 h 10 avec un bus toutes les 12 minutes en journée, toutes les 15 minutes de 20 h 0 à 22 h 0 et toutes les 30 minutes après 22 h 0. - Jour blanc : de 5 h 50 à 1 h 10 avec un bus toutes les 25 minutes en journée et toutes les 30 minutes après 20 h 0. - Histoire : La ligne C3 a remplacé l'ancienne ligne 56 entre Boulevard de la Baule (aujourd'hui Boulevard Charles-Gautier) et Malakoff. Elle fut prolongée à Boulevard de Doulon en 2013, puis à Armor à la rentrée 2018, dans le cadre du réaménagement du boulevard Charles-Gautier à Saint-Herblain. Auparavant exploitée par du matériel standard (GX 317, GX 317 GNV et GX 327 GNV), la ligne est depuis exploitée par du matériel articulé (Heuliez GX 427 GNV et Iveco Urbanway 18 GNV). Le 10 octobre 2022, son itinéraire est modifié autour de la gare sud avec l'ouverture du nouveau pôle d'échanges. - Date de dernière mise à jour : 21 août 2020 |                             |                             |                             |                                     |                                               |                                          |                                                      |                                     |
| C3    | Dernière actualisation : — |                             |                             |                             |                                     |                                               |                                          |                                                      |                                     |

|  |   |  | Arrêts                    | Communes       | Correspondances Tan | Correspondances Aléop                                   |
|  | - |  | ------------------------- | -------------- | ------------------- | ------------------------------------------------------- |
|  | o |  | Armor                     | Saint-Herblain | 50 93               |                                                         |
|  | o |  | Zénith                    | Saint-Herblain |                     |                                                         |
|  | o |  | Édith Piaf                | Saint-Herblain |                     |                                                         |
|  | o |  | Franklin                  | Saint-Herblain |                     |                                                         |
|  | o |  | Duguay Trouin             | Saint-Herblain |                     |                                                         |
|  | o |  | Claude Bernard            | Saint-Herblain | 59                  |                                                         |
|  | o |  | Boulevard Charles Gautier | Saint-Herblain | 59                  |                                                         |
|  | o |  | Châtaigniers              | Nantes         | C20                 | 350                                                     |
|  | o |  | Raoul Dufy                | Nantes         |                     | 350                                                     |
|  | o |  | Jean Ingres               | Nantes         |                     |                                                         |
|  | o |  | Vincent Auriol            | Nantes         | C6                  |                                                         |
|  | o |  | Delacroix                 | Nantes         |                     |                                                         |
|  | o |  | Poincaré                  | Nantes         | C6 10               | 350                                                     |
|  | o |  | Procé                     | Nantes         | C6                  |                                                         |
|  | o |  | Grillaud                  | Nantes         |                     |                                                         |
|  | o |  | Littré                    | Nantes         |                     |                                                         |
|  | o |  | Lamartine                 | Nantes         |                     |                                                         |
|  | o |  | Canclaux                  | Nantes         | C1 23               |                                                         |
|  | o |  | Lamoricière               | Nantes         | C1 11 23            |                                                         |
|  | o |  | Édit de Nantes            | Nantes         | C1 11 23            |                                                         |
|  | o |  | Copernic                  | Nantes         | C1 11 23            |                                                         |
|  | o |  | Saint-Nicolas             | Nantes         | C1 11 C6 23 26 54   | 350                                                     |
|  | o |  | Commerce                  | Nantes         | 1 2 3 C2 26 54      |                                                         |
|  | o |  | Hôtel Dieu                | Nantes         | C2 54               | 300 301 309 310 311 312 320 322 346 350 360 370 371 380 |
|  | o |  | Monteil                   | Nantes         | C2 54               |                                                         |
|  | o |  | Lieu Unique               | Nantes         | C2 54               |                                                         |
|  | o |  | Gare Sud                  | Nantes         | 1 5 C2 54           | 300 301 309 310 311 312 320 322 346 350 360 370 371 380 |
|  | o |  | Berlin                    | Nantes         | 5                   |                                                         |
|  | o |  | Haubans                   | Nantes         | 5                   |                                                         |
|  | o |  | Écosse                    | Nantes         |                     |                                                         |
|  | o |  | Hongrie                   | Nantes         |                     |                                                         |
|  | o |  | Malakoff                  | Nantes         |                     |                                                         |
|  | o |  | La Roche                  | Nantes         |                     |                                                         |
|  | o |  | San Francisco             | Nantes         |                     |                                                         |
|  | o |  | Prairie de Mauves         | Nantes         |                     |                                                         |
|  | o |  | Boulevard de Doulon       | Nantes         | 1 10                | 330                                                     |

### Ligne C4
| Ligne | Caractéristiques | Caractéristiques           | Caractéristiques           | Caractéristiques           | Caractéristiques                 | Caractéristiques                              | Caractéristiques                         | Caractéristiques                               | Caractéristiques                 |
| C4    | Greneraie ⥋ Les Sorinières | Greneraie ⥋ Les Sorinières | Greneraie ⥋ Les Sorinières | Greneraie ⥋ Les Sorinières | Greneraie ⥋ Les Sorinières       | Greneraie ⥋ Les Sorinières                    | Greneraie ⥋ Les Sorinières               | Greneraie ⥋ Les Sorinières                     | Greneraie ⥋ Les Sorinières       |
| ----- | --- | -------------------------- | -------------------------- | -------------------------- | -------------------------------- | --------------------------------------------- | ---------------------------------------- | ---------------------------------------------- | -------------------------------- |
| C4    | Ouverture / Fermeture 1er octobre 2012 / — | Longueur 10,5 km           | Durée 20 min               | Nb. d’arrêts 27            | Matériel GX 427 GNV Citaro G GNV | Jours de fonctionnement L, Ma, Me, J, V, S, D | Jour / Soir / Nuit / Fêtes O / O / O / O | Voy. / an 9 067 voyageurs / jour (2 015/2 016) | Exploitant SEMITAN (Trentemoult) |
| C4    | Desserte : - Ville(s) desservie(s) : Nantes, Rezé et Les Sorinières - Principaux lieux desservis : École d'Infirmière, Hôpital Saint-Jacques, Jardin Confluent, Place Pirmil, Hôpital privé du Confluent, Prairie de sèvres, Église Notre Dame du Rosaire, Lycée Notre-Dame, Collège Pont Rousseau, Théâtre Municipal de Rezé, Église Notre-Dame du Rosaire, Cinéma Saint-Paul, Parc de Praud, Église Saint-Vincent de Paul, Gymnase Arthur-Dugast, Centre Commercial Océane, Zone d'activités Nantes Sud, Mairie des Sorinières, Salle Alice Milliat, Salle Joachim Marnier, Salle Hippolyte-Derouet, Salle Jules Léauté, Bibliothèque municipale, Menhir des Faux. |                            |                            |                            |                                  |                                               |                                          |                                                |                                  |
| C4    | Autre : - Amplitude horaire et fréquence : - Jour bleu : de 5 h 5 à 1 h 10 (3 h 10 le vendredi) avec un bus toutes les 6 à 7 minutes en heures de pointe, toutes les 9 à 12 minutes en heures creuses, toutes les 20 minutes de 20 h 0 à 21 h 0 et toutes les 30 minutes après 21 h 0. - Jour vert : de 5 h 10 à 1 h 10 (3 h 10 le vendredi) avec un bus toutes les 6 à 7 minutes en heures de pointe, toutes les 10 à 12 minutes en heures creuses, toutes les 15 minutes de 20 h 0 à 21 h 0 et toutes les 30 minutes après 21 h 0. - Jour jaune : de 5 h 5 à 1 h 10 (3 h 10 le vendredi et le samedi) avec un bus toutes les 10 minutes en heures de pointe, toutes les 12 minutes en heures creuses, toutes les 15 minutes de 19 h 0 à 21 h 0 et toutes les 30 minutes après 21 h 0. - Jour violet : de 5 h 10 à 3 h 10 avec un bus toutes les 12 minutes en journée, toutes les 15 minutes de 19 h 30 à 21 h 0 et toutes les 30 minutes après 21 h 0. - Jour blanc : de 6 h 35 à 1 h 10 avec un bus toutes les 30 minutes. - Particularités : - Les bus standards ne circulent qu'en jour bleu. - Histoire : La ligne C4 a remplacé l'ancienne ligne 94 (Greneraie ↔ Les Sorinières). Elle fut au départ exploitée par les Voyages Quérard (dépôt des Sorinières) avant d'être récupérée par le dépôt de Trentemoult de la SEMITAN à la rentrée 2019. - Date de dernière mise à jour : 21 août 2020 |                            |                            |                            |                                  |                                               |                                          |                                                |                                  |
| C4    | Dernière actualisation : — |                            |                            |                            |                                  |                                               |                                          |                                                |                                  |

|  |   |  | Arrêts                  | Communes       | Correspondances Tan      | Correspondances Aléop       |
|  | - |  | ----------------------- | -------------- | ------------------------ | --------------------------- |
|  | o |  | Greneraie               | Nantes         | 4 C9 27 28 36 98 E8      |                             |
|  | o |  | Châtelets               | Nantes         | C9 27 28 36 98           |                             |
|  | o |  | Pirmil                  | Nantes         | 2 3 C9 27 28 36 42 98 E8 | 301 303 312 331 362 370 380 |
|  | o |  | Pont Rousseau – Martyrs | Rezé           | 2 3 98                   | 312 362 380                 |
|  | o |  | Félix Tableau           | Rezé           | 97                       | 312 314 362 380             |
|  | o |  | Saint-Paul – Salengro   | Rezé           |                          | 312 314 362 380             |
|  | o |  | Pinier                  | Rezé           |                          | 312 314 362 380             |
|  | o |  | Trois Moulins           | Rezé           |                          | 312 362 380                 |
|  | o |  | Flora Tristan           | Rezé           |                          | 312 362                     |
|  | o |  | Blanchet                | Rezé           |                          |                             |
|  | o |  | La Carrée               | Rezé           | 30                       | 312 362 380                 |
|  | o |  | Ragon                   | Rezé           | 33                       |                             |
|  | o |  | Corbinerie              | Rezé           |                          | 362 380                     |
|  | o |  | Porte de Rezé           | Rezé           |                          |                             |
|  | o |  | Retas                   | Rezé           |                          |                             |
|  | o |  | Rue de Nantes           | Les Sorinières |                          | 362 380                     |
|  | o |  | Mairie des Sorinières   | Les Sorinières |                          |                             |
|  | o |  | Écoles                  | Les Sorinières |                          |                             |
|  | o |  | Champ Fleuri            | Les Sorinières |                          |                             |
|  | o |  | Clos du Moulin          | Les Sorinières |                          |                             |
|  | o |  | Papillons               | Les Sorinières |                          |                             |
|  | o |  | Rouet                   | Les Sorinières |                          |                             |
|  | o |  | Prières                 | Les Sorinières |                          |                             |
|  | o |  | Corberie                | Les Sorinières |                          |                             |
|  | o |  | Haute Lande             | Les Sorinières |                          |                             |
|  | o |  | Les Faulx               | Les Sorinières |                          |                             |
|  | o |  | Les Sorinières          | Les Sorinières |                          |                             |

### Ligne C6
| Ligne | Caractéristiques | Caractéristiques                        | Caractéristiques                        | Caractéristiques                        | Caractéristiques                                          | Caractéristiques                              | Caractéristiques                         | Caractéristiques                              | Caractéristiques                        |
| C6    | Hermeland ⥋ Chantrerie – Grandes Écoles | Hermeland ⥋ Chantrerie – Grandes Écoles | Hermeland ⥋ Chantrerie – Grandes Écoles | Hermeland ⥋ Chantrerie – Grandes Écoles | Hermeland ⥋ Chantrerie – Grandes Écoles                   | Hermeland ⥋ Chantrerie – Grandes Écoles       | Hermeland ⥋ Chantrerie – Grandes Écoles  | Hermeland ⥋ Chantrerie – Grandes Écoles       | Hermeland ⥋ Chantrerie – Grandes Écoles |
| ----- | --- | --------------------------------------- | --------------------------------------- | --------------------------------------- | --------------------------------------------------------- | --------------------------------------------- | ---------------------------------------- | --------------------------------------------- | --------------------------------------- |
| C6    | Ouverture / Fermeture 26 août 2013 / — | Longueur 16 km                          | Durée 60 min                            | Nb. d’arrêts 47                         | Matériel GX 427 GNV GX 427 HYB GX 437 HYB Urbanway 18 GNV | Jours de fonctionnement L, Ma, Me, J, V, S, D | Jour / Soir / Nuit / Fêtes O / O / O / O | Voy. / an 23 116 voyages / jour bleu en 2 020 | Exploitant SEMITAN (Le Bêle)            |
| C6    | Desserte : - Ville(s) desservie(s) : Nantes et Saint-Herblain - Principaux lieux desservis : Médiathèque Charles-Gautier-Hermeland, Parc de la Bégraisière, Église Saint-Thomas, Polyclinique de l'Atlantique, Cimetière du Tillay, Parc du Val de Chézine, Lycée Carcouet, Piscine des Dervallières, Stade des Dervallières, Gymnase Jean Ogé, Parc des Dervallières, Mairie annexe Nantes-Dervallières, Parc de Procé, Collège Chavagnes, Lycée Gabriel-Guist'hau, Salle Francine Vasse, Place Delorme, Basilique Saint-Nicolas de Nantes, Hôtel de ville, Square Amiral-Halgan, Cathédrale de Nantes, Place Maréchal-Foch, Square du Maquis-de-Saffré, École Pivaut, Centre des Finances Publiques Cambronne, Cité Universitaire Chanzy, Clinque Bretéché, Basilique Saint-Donatien-et-Saint-Rogatien, Collège Saint-Donatien, Le Grand T, Collège Libertaire Rutigliano, Parc tertiaire de l'Éraudière, Église Saint-Bernard, Salle Festive Nantes – Erdre, Mairie annexe de Ranzay, Stade de la Beaujoire, Parc des expositions de la Beaujoire, Parc floral de la Beaujoire, Jardin des quatre jeudis, Collège Simone Veil, Campus de la Chantrerie. |                                         |                                         |                                         |                                                           |                                               |                                          |                                               |                                         |
| C6    | Autre : - Amplitude horaire et fréquence : - Jour bleu : de 4 h 50 à 1 h 10 (3 h 10 le vendredi) avec un bus toutes les 6 minutes en heures de pointe, toutes les 10 minutes en heures creuses, toutes les 15 minutes de 20 h 0 à 22 h 30 et toutes les 30 minutes après 22 h 30. - Jour vert : de 4 h 50 à 1 h 10 (3 h 10 le vendredi) avec un bus toutes les 9 minutes en heures de pointe, toutes les 12 minutes en heures creuses, toutes les 15 minutes de 21 h 30 à 22 h 30 et toutes les 30 minutes après 22 h 30. - Jour jaune : de 4 h 50 à 1 h 10 (3 h 10 le vendredi et le samedi) avec un bus toutes les 10 minutes en heures de pointe, toutes les 12 minutes en heures creuses, toutes les 15 minutes de 21 h 0 à 22 h 30 et toutes les 30 minutes après 22 h 30. - Jour violet : de 4 h 55 à 3 h 10 avec un bus toutes les 12 minutes en journée, toutes les 15 minutes de 20 h 0 à 22 h 30 et toutes les 30 minutes après 22 h 30. - Jour blanc : de 6 h 25 à 1 h 10 avec un bus toutes les 25 minutes en journée et toutes les 30 minutes après 21 h 0. - Histoire : La ligne C6 a repris le tracé de l'ancienne ligne 22 (Hermeland ↔ Saint-Joseph de Porterie), puis emprunte un nouvel itinéraire par la Promenade du Couchant et l'arrêt Couchant nouvellement créé, la Rue de la Fontaine Caron, l'arrêt Moulin de Porterie et l'itinéraire de la ligne 75 jusqu'à Chantrerie – Grandes Écoles. - Date de dernière mise à jour : 21 août 2020 |                                         |                                         |                                         |                                                           |                                               |                                          |                                               |                                         |
| C6    | Dernière actualisation : — |                                         |                                         |                                         |                                                           |                                               |                                          |                                               |                                         |

|  |   |  | Arrêts                      | Communes               | Correspondances Tan | Correspondances Aléop                   |
|  | - |  | --------------------------- | ---------------------- | ------------------- | --------------------------------------- |
|  | o |  | Hermeland                   | Saint-Herblain         | 59                  |                                         |
|  | o |  | Polyclinique                | Saint-Herblain         | 59                  |                                         |
|  | o |  | Ambroise Paré               | Saint-Herblain         | 59                  |                                         |
|  | o |  | Tillay                      | Saint-Herblain         | 59                  |                                         |
|  | o |  | Dervallières                | Nantes, Saint-Herblain | C20                 |                                         |
|  | o |  | Le Nain                     | Nantes, Saint-Herblain | C20                 |                                         |
|  | o |  | Perron                      | Nantes                 |                     |                                         |
|  | o |  | Saint-Laurent               | Nantes                 |                     |                                         |
|  | o |  | Vincent Auriol              | Nantes                 | C3                  |                                         |
|  | o |  | Poincaré                    | Nantes                 | C3 10               | 350                                     |
|  | o |  | Procé                       | Nantes                 | C3                  |                                         |
|  | o |  | Doumer                      | Nantes                 |                     |                                         |
|  | o |  | Camus                       | Nantes                 |                     |                                         |
|  | o |  | Mondésir                    | Nantes                 | 26 54               | 350                                     |
|  | o |  | Haroys                      | Nantes                 | 26 54               |                                         |
|  | o |  | Delorme                     | Nantes                 | 26 54               | 350                                     |
|  | o |  | Saint-Nicolas               | Nantes                 | C1 C3 11 23 26 54   | 350                                     |
|  | o |  | Place du Cirque             | Nantes                 | 2 C1 C2 11 23       | 300 309 310 311 320 322 346 348 360 371 |
|  | o |  | Hôtel de Ville              | Nantes                 | C1 11 12            |                                         |
|  | o |  | Saint-Pierre                | Nantes                 | C1 11 12            |                                         |
|  | o |  | Foch – Cathédrale           | Nantes                 | 4 C1 11 12          | 346 348 360                             |
|  | o |  | Bonde                       | Nantes                 |                     |                                         |
|  | o |  | Cochard                     | Nantes                 |                     |                                         |
|  | o |  | Bretéché                    | Nantes                 |                     |                                         |
|  | o |  | Lallié                      | Nantes                 |                     |                                         |
|  | o |  | Châlet                      | Nantes                 |                     |                                         |
|  | o |  | Coudray                     | Nantes                 |                     |                                         |
|  | o |  | Belges – Montbazon          | Nantes                 | 10                  |                                         |
|  | o |  | Guindré                     | Nantes                 |                     |                                         |
|  | o |  | Éraudière                   | Nantes                 | 23                  |                                         |
|  | o |  | Keren                       | Nantes                 |                     |                                         |
|  | o |  | Pontecorvo                  | Nantes                 |                     |                                         |
|  | o |  | Koufra                      | Nantes                 | 23                  |                                         |
|  | o |  | Ranzay                      | Nantes                 | 1 23 80             |                                         |
|  | o |  | Batignolles                 | Nantes                 | 75                  |                                         |
|  | o |  | Beaujoire                   | Nantes                 | 1 75                |                                         |
|  | o |  | Roseraie                    | Nantes                 | 75                  |                                         |
|  | o |  | Linot                       | Nantes                 | 75                  |                                         |
|  | o |  | Potricq                     | Nantes                 |                     |                                         |
|  | o |  | Embellie                    | Nantes                 |                     |                                         |
|  | o |  | Saint-Joseph de Porterie    | Nantes                 |                     |                                         |
|  | o |  | Couchant                    | Nantes                 |                     |                                         |
|  | o |  | Moulin de Porterie          | Nantes                 | 75                  |                                         |
|  | o |  | Chantrerie – Grandes Écoles | Nantes                 | 75                  |                                         |

### Ligne C7
| Ligne | Caractéristiques | Caractéristiques                   | Caractéristiques                   | Caractéristiques                   | Caractéristiques                                                                                | Caractéristiques                              | Caractéristiques                         | Caractéristiques                               | Caractéristiques                   |
| C7    | Souillarderie ⥋ Clairais / Trianon | Souillarderie ⥋ Clairais / Trianon | Souillarderie ⥋ Clairais / Trianon | Souillarderie ⥋ Clairais / Trianon | Souillarderie ⥋ Clairais / Trianon                                                              | Souillarderie ⥋ Clairais / Trianon            | Souillarderie ⥋ Clairais / Trianon       | Souillarderie ⥋ Clairais / Trianon             | Souillarderie ⥋ Clairais / Trianon |
| ----- | --- | ---------------------------------- | ---------------------------------- | ---------------------------------- | ----------------------------------------------------------------------------------------------- | --------------------------------------------- | ---------------------------------------- | ---------------------------------------------- | ---------------------------------- |
| C7    | Ouverture / Fermeture 26 août 2013 / — | Longueur 8,9 / 8,6 km              | Durée 23 min                       | Nb. d’arrêts 26                    | Matériel GX 317 GNV GX 327 GNV Urbanway 12 GNV GX 427 GNV GX 427 HYB GX 437 HYB Urbanway 18 GNV | Jours de fonctionnement L, Ma, Me, J, V, S, D | Jour / Soir / Nuit / Fêtes O / O / O / O | Voy. / an 5 220 voyageurs / jour (2 015/2 016) | Exploitant SEMITAN (Le Bêle)       |
| C7    | Desserte : - Ville(s) desservie(s) : Nantes, Sainte-Luce-sur-Loire et Thouaré-sur-Loire - Principaux lieux desservis : Gymnase Bottière-Chênaie, Compagnon du Devoir, Mosquée de La Souillarderie, Médiathèque Floresca-Guépin, Parc de Bottière-Chénaie, Pôle emploi - Nantes Sainte-Luce, Église Saint-Matthieu-sur-Loire, Salle Renée Losq, Salle Marc Jaffret, Château de Chassay, Mairie de Sainte-Luce-sur-Loire, Médiathèque René Goscinny, Bois du Chassay, Parc de la Minais, Château de Thouaré, Église de Thouaré-sur-Loire, Mairie de Thouaré, Salle de Homberg, Salle du Pré-Poulain, Parc de Joachim du Bellay, Parc des Clairais, Espace La Morvandière. |                                    |                                    |                                    |                                                                                                 |                                               |                                          |                                                |                                    |
| C7    | Autre : - Amplitude horaire et fréquence : - Jour bleu : de 4 h 50 à 1 h 10 (3 h 10 le vendredi) avec un bus toutes les 8 minutes en heures de pointe (16 minutes sur les branches), toutes les 12 minutes en heures creuses (23 minutes sur les branches), toutes les 15 minutes de 19 h 0 à 21 h 30 (30 minutes sur les branches) et toutes les 30 minutes après 21 h 30. - Jour vert : de 4 h 45 à 1 h 10 (3 h 10 le vendredi) avec un bus toutes les 9 minutes en heures de pointe (18 minutes sur les branches), toutes les 12 minutes en heures creuses (24 minutes sur les branches), toutes les 15 minutes de 20 h 0 à 21 h 30 (30 minutes sur les branches) et toutes les 30 minutes après 21 h 30. - Jour jaune : de 4 h 50 à 1 h 10 (3 h 10 le vendredi et le samedi) avec un bus toutes les 10 minutes en heures de pointe (20 minutes sur les branches), toutes les 12 minutes en heures creuses (24 minutes sur les branches), toutes les 15 minutes de 20 h 0 à 21 h 30 (30 minutes sur les branches) et toutes les 30 minutes après 21 h 30. - Jour violet : de 4 h 45 à 3 h 10 avec un bus toutes les 13 minutes en journée (24 minutes sur les branches) et toutes les 30 minutes après 21 h 30. - Jour blanc : de 6 h 5 à 1 h 10 avec un bus toutes les 30 minutes (60 minutes sur les branches). - Particularités : - Les bus articulés ne circulent qu'en jours bleu et vert. - Histoire : La ligne C7 a remplacé l'ancienne ligne 71 entre Souillarderie et Basse Chênaie, et l'ancienne ligne 92 entre Basse Chênaie et Thouaré-sur-Loire, avec la création de 2 nouvelles branches vers Clairais et Trianon. À la rentrée 2020 (qui a lieu exceptionnellement le 2 novembre 2020 à cause de la crise sanitaire), le terminus Clairais est de nouveau desservi en service de nuit (les bus étaient auparavant limités à Centre de Thouaré ou allaient à Trianon après 23 h 0),. - Date de dernière mise à jour : 21 août 2020 |                                    |                                    |                                    |                                                                                                 |                                               |                                          |                                                |                                    |
| C7    | Dernière actualisation : — |                                    |                                    |                                    |                                                                                                 |                                               |                                          |                                                |                                    |

|  |   |   |   |  | Arrêts                      | Communes              | Correspondances Tan | Correspondances Aléop |
|  | - | - | - |  | --------------------------- | --------------------- | ------------------- | --------------------- |
|  |   | o |   |  | Souillarderie               | Nantes                | 1                   |                       |
|  |   | o |   |  | Cousteau                    | Nantes                |                     |                       |
|  |   | o |   |  | Basse Chênaie               | Nantes                | 12                  |                       |
|  |   | o |   |  | Portail Rouge               | Nantes                |                     |                       |
|  |   | o |   |  | Vesprées                    | Nantes                |                     |                       |
|  |   | o |   |  | Bois des Anses              | Nantes                |                     |                       |
|  |   | o |   |  | Coty                        | Sainte-Luce-sur-Loire |                     |                       |
|  |   | o |   |  | Sainte-Luce                 | Sainte-Luce-sur-Loire |                     |                       |
|  |   | o |   |  | La Grille                   | Sainte-Luce-sur-Loire |                     |                       |
|  |   | o |   |  | Planchonnais                | Sainte-Luce-sur-Loire |                     |                       |
|  |   | o |   |  | Bougrière                   | Sainte-Luce-sur-Loire | 87                  |                       |
|  |   | o |   |  | Moulin Cassé                | Sainte-Luce-sur-Loire | 87                  |                       |
|  |   | o |   |  | Minais                      | Sainte-Luce-sur-Loire | 87                  |                       |
|  |   | o |   |  | Gicquelière                 | Sainte-Luce-sur-Loire | 87                  |                       |
|  |   | o |   |  | Parc des Sports             | Thouaré-sur-Loire     | 77 87               |                       |
|  |   | o |   |  | Pont de la Métairie         | Thouaré-sur-Loire     | 77 87               |                       |
|  |   | o |   |  | Point du Jour               | Thouaré-sur-Loire     | 77                  |                       |
|  |   | o |   |  | Centre de Thouaré-sur-Loire | Thouaré-sur-Loire     | 67 77               |                       |
|  |   |   | o |  | Bussonnière                 | Thouaré-sur-Loire     | 77                  |                       |
|  |   |   | o |  | Pré Polain                  | Thouaré-sur-Loire     | 77                  |                       |
|  |   |   | o |  | Maurienne                   | Thouaré-sur-Loire     |                     |                       |
|  |   |   | o |  | Clairais                    | Thouaré-sur-Loire     |                     |                       |
|  | o |   |   |  | Halbarderie                 | Thouaré-sur-Loire     | 67                  |                       |
|  | o |   |   |  | Clémencière                 | Thouaré-sur-Loire     | 67                  |                       |
|  | o |   |   |  | Rue de Mauves               | Thouaré-sur-Loire     | 67                  |                       |
|  | o |   |   |  | Trianon                     | Thouaré-sur-Loire     | 67                  |                       |

### Ligne C8
A la rentrée 2025, la ligne 54 est devenue la ligne C8 du Chronobus de Nantes.
| Ligne | Caractéristiques | Caractéristiques     | Caractéristiques     | Caractéristiques     | Caractéristiques                                                          | Caractéristiques                              | Caractéristiques                         | Caractéristiques     | Caractéristiques                            |
| C8    | Marcel Paul ⥋ Saupin | Marcel Paul ⥋ Saupin | Marcel Paul ⥋ Saupin | Marcel Paul ⥋ Saupin | Marcel Paul ⥋ Saupin                                                      | Marcel Paul ⥋ Saupin                          | Marcel Paul ⥋ Saupin                     | Marcel Paul ⥋ Saupin | Marcel Paul ⥋ Saupin                        |
| ----- | --- | -------------------- | -------------------- | -------------------- | ------------------------------------------------------------------------- | --------------------------------------------- | ---------------------------------------- | -------------------- | ------------------------------------------- |
| C8    | Ouverture / Fermeture 28 août 1989 / 1er septembre 2025 | Longueur 9,2 km      | Durée 35-40 min      | Nb. d’arrêts 31      | Matériel GX 317 GNV GX 327 GNV Urbanway 12 GNV GX 427 GNV Urbanway 18 GNV | Jours de fonctionnement L, Ma, Me, J, V, S, D | Jour / Soir / Nuit / Fêtes O / N / N / O | Voy. / an —          | Exploitant (Dépôt) SEMITAN (Saint-Herblain) |
| C8    | Desserte : - Ville(s) desservie(s) : Nantes et Saint-Herblain - Gares et stations desservies : Marcel Paul, Sillon de Bretagne 3 , Commerce 1 2 3 , Hôtel Dieu 2 3 , Gare Sud, Tbilissi 5 . - Principaux lieux desservis : Complexe sportif de l'Angevinière, Salles de l'Angevinière, Collège Gutenberg, Médiathèque Gao Xingjian, Tour du Sillon de Bretagne, Centre Commercial Sillon de Bretagne, Mairie Annexe de Saint-Herblain, Collège et Lycée Saint-Dominique, Collège Le Hérault, MJC la Bouvardière, Complexe sportif du Hérault, Collège Rosa-Parks (Le Breil), Parc de Procé, Nantes Métropole Athlétisme, Cimetière Miséricorde, Église Notre-Dame-de-Toutes-Joies, Collège Chavagnes, Lycée Gabriel-Guist'hau, Salle Francine Vasse, Place Delorme, Basilique Saint-Nicolas de Nantes, Cours des 50-Otages, Place du Commerce, Île Feydeau, CHU de Nantes, Terrain Neutre Théâtre (TNT), Le Lieu unique, Tour LU, Le Jardin Unique, Stade Marcel-Saupin, Berge Sarrebruck. |                      |                      |                      |                                                                           |                                               |                                          |                      |                                             |
| C8    | Autre : - Amplitude horaire et fréquence : - Jour bleu : de 6 h 0 à 21 h 25 avec un bus toutes les 10 minutes en heures de pointe et toutes les 11 minutes en heures creuses. - Jour vert : de 6 h 0 à 21 h 30 avec un bus toutes les 11 minutes. - Jour jaune : de 6 h 0 à 21 h 25 avec un bus toutes les 15 minutes. - Jour violet : de 6 h 0 à 21 h 25 avec un bus toutes les 20 minutes. - Jour blanc : de 7 h 30 à 21 h 15 avec un bus toutes les 35 minutes. - Tracé : La ligne 54 est une ligne desservant le nord-ouest de Nantes, entre le Stade Marcel-Saupin et le terminus de la ligne 3 Marcel Paul (à proximité du dépôt SEMITAN de Saint-Herblain), via Gare Sud, Commerce, Anatole France, le quartier du Carcouët et le quartier du Breil. - Histoire : Elle a été prolongée en 2019 jusqu'au Stade Marcel-Saupin afin qu'elle n'effectue plus son terminus à la station Commerce qui est en cours de travaux. Cette prolongation modifie donc son tracé pratiquement inchangé jusque là. À la rentrée 2020 (qui a lieu exceptionnellement le 2 novembre 2020 à cause de la crise sanitaire), les arrêts Petit Carcouët et Avenue Blanche ont fusionné pour devenir l'arrêt Suzanne Lenglen,. La ligne 54 est devenue la ligne C8 du chronobus à Nantes le 25 août 2025. - Date de dernière mise à jour : 3 août 2025 |                      |                      |                      |                                                                           |                                               |                                          |                      |                                             |
| C8    | Dernière actualisation : — |                      |                      |                      |                                                                           |                                               |                                          |                      |                                             |

### Ligne C9
| Ligne | Caractéristiques | Caractéristiques                    | Caractéristiques                    | Caractéristiques                    | Caractéristiques                    | Caractéristiques                              | Caractéristiques                         | Caractéristiques                                       | Caractéristiques                    |
| C9    | Pirmil ⥋ Basse-Goulaine / Chalonges | Pirmil ⥋ Basse-Goulaine / Chalonges | Pirmil ⥋ Basse-Goulaine / Chalonges | Pirmil ⥋ Basse-Goulaine / Chalonges | Pirmil ⥋ Basse-Goulaine / Chalonges | Pirmil ⥋ Basse-Goulaine / Chalonges           | Pirmil ⥋ Basse-Goulaine / Chalonges      | Pirmil ⥋ Basse-Goulaine / Chalonges                    | Pirmil ⥋ Basse-Goulaine / Chalonges |
| ----- | --- | ----------------------------------- | ----------------------------------- | ----------------------------------- | ----------------------------------- | --------------------------------------------- | ---------------------------------------- | ------------------------------------------------------ | ----------------------------------- |
| C9    | Ouverture / Fermeture 27 août 2018 / — | Longueur 8,5 / 7,9 km               | Durée 25 à 30 min                   | Nb. d’arrêts 26                     | Matériel GX 427 GNV Citaro G GNV    | Jours de fonctionnement L, Ma, Me, J, V, S, D | Jour / Soir / Nuit / Fêtes O / O / O / O | Voy. / an Plus de 8 000 voyageurs / jour (2 019/2 020) | Exploitant SEMITAN (Trentemoult)    |
| C9    | Desserte : - Ville(s) desservie(s) : Nantes, Saint-Sébastien-sur-Loire et Basse-Goulaine - Principaux lieux desservis : Place Pirmil, Jardin Confluent, Hôpital Saint-Jacques, École d'Infirmière, Maison de retraite Le parc de Diane, Lycée La Baugerie, Mairie de Saint-Sébastien-sur-Loire, Médiathèque de Saint-Sébastien, Église Protestante Baptiste Libre, Chapelle de la Savarière, Lycée Les Savarières, Gymnase des Savarières, Collège Îles de Loire, Mairie de Basse-Goulaine, APF, Église St-Brice de Basse-Goulaine, Médiathèque René Guy Cadou, Salle Henri Michel, Gymnase Henri Michel, Cimetière du Bourg de Basse-Goulaine, Collège de Goulaine, Gymnase de Goulaine, École de Musique de Basse Goulaine, Salle Paul Bouin, Parc de la Champagnère. |                                     |                                     |                                     |                                     |                                               |                                          |                                                        |                                     |
| C9    | Autre : - Amplitude horaire et fréquence : - Jour bleu : de 5 h 0 à 1 h 10 (3 h 10 le vendredi) avec un bus toutes les 7 minutes en heures de pointe (14 minutes sur les branches), toutes les 12 minutes en heures creuses (24 minutes sur les branches) et toutes les 30 minutes après 20 h 30. - Jour vert : de 5 h 0 à 1 h 10 (3 h 10 le vendredi) avec un bus toutes les 9 minutes en heures de pointe (18 minutes sur les branches), toutes les 12 minutes en heures creuses (24 minutes sur les branches) et toutes les 30 minutes après 20 h 30. - Jour jaune : de 5 h 0 à 1 h 5 (3 h 5 le vendredi et le samedi) avec un bus toutes les 10 minutes en heures de pointe (20 minutes sur les branches), toutes les 12 minutes en heures creuses (24 minutes sur les branches) et toutes les 30 minutes après 20 h 30. - Jour violet : de 5 h 0 à 3 h 10 avec un bus toutes les 12 minutes en journée et toutes les 30 minutes après 20 h 30. - Jour blanc : de 6 h 20 à 1 h 10 avec un bus toutes les 30 minutes. - Histoire : La ligne C9 a remplacé les anciennes lignes 29 (entre Pirmil et Grande Ouche (renommé Basse-Goulaine), le reste de la ligne étant repris par la ligne 60) et 39 (entre Pirmil et Chalonges). - Date de dernière mise à jour : 21 août 2020 |                                     |                                     |                                     |                                     |                                               |                                          |                                                        |                                     |
| C9    | Dernière actualisation : — |                                     |                                     |                                     |                                     |                                               |                                          |                                                        |                                     |

|  |   |   |   |  | Arrêts           | Communes                  | Correspondances Tan      | Correspondances Aléop       |
|  | - | - | - |  | ---------------- | ------------------------- | ------------------------ | --------------------------- |
|  |   | o |   |  | Pirmil           | Nantes                    | 2 3 C4 27 28 36 42 98 E8 | 301 303 312 331 362 370 380 |
|  |   | o |   |  | Châtelets        | Nantes                    | C4 27 28 36 98           |                             |
|  |   | o |   |  | Greneraie        | Nantes                    | 4 C4 27 28 36 98 E8      |                             |
|  |   | o |   |  | Portechaise      | Saint-Sébastien-sur-Loire |                          |                             |
|  |   | o |   |  | Grand Portail    | Saint-Sébastien-sur-Loire |                          |                             |
|  |   | o |   |  | Baugerie         | Saint-Sébastien-sur-Loire |                          |                             |
|  |   | o |   |  | Gibraye          | Saint-Sébastien-sur-Loire |                          |                             |
|  |   | o |   |  | Petit Clos       | Saint-Sébastien-sur-Loire |                          |                             |
|  |   | o |   |  | Cambronne        | Saint-Sébastien-sur-Loire |                          |                             |
|  |   | o |   |  | Saint-Sébastien  | Saint-Sébastien-sur-Loire | 30                       |                             |
|  |   | o |   |  | Douettée         | Saint-Sébastien-sur-Loire | 30                       |                             |
|  |   | o |   |  | Pyramide         | Saint-Sébastien-sur-Loire | 30                       |                             |
|  |   | o |   |  | Savarières       | Saint-Sébastien-sur-Loire | 30                       |                             |
|  |   |   | o |  | Grezillières     | Basse-Goulaine            |                          |                             |
|  |   |   | o |  | Canal            | Basse-Goulaine            |                          |                             |
|  |   |   | o |  | Grignon          | Basse-Goulaine            |                          |                             |
|  |   |   | o |  | Quintaine        | Basse-Goulaine            | 60                       |                             |
|  |   |   | o |  | Corbon           | Basse-Goulaine            |                          |                             |
|  |   |   | o |  | Basse-Goulaine   | Basse-Goulaine            | 60                       |                             |
|  | o |   |   |  | Fontaine         | Saint-Sébastien-sur-Loire |                          |                             |
|  | o |   |   |  | Beaugency        | Saint-Sébastien-sur-Loire |                          |                             |
|  | o |   |   |  | Lourneau         | Saint-Sébastien-sur-Loire |                          |                             |
|  | o |   |   |  | Profondine       | Saint-Sébastien-sur-Loire |                          |                             |
|  | o |   |   |  | Ouche des Landes | Saint-Sébastien-sur-Loire |                          |                             |
|  | o |   |   |  | Noé Cottée       | Saint-Sébastien-sur-Loire |                          |                             |
|  | o |   |   |  | Portereau        | Saint-Sébastien-sur-Loire |                          |                             |
|  | o |   |   |  | Chalonges        | Saint-Sébastien-sur-Loire | 27 60                    | 331 333                     |

### Ligne C20
| Ligne | Caractéristiques | Caractéristiques                          | Caractéristiques                          | Caractéristiques                          | Caractéristiques                          | Caractéristiques                              | Caractéristiques                          | Caractéristiques                              | Caractéristiques                          |
| C20   | Gare Maritime ⥋ École Centrale – Audencia | Gare Maritime ⥋ École Centrale – Audencia | Gare Maritime ⥋ École Centrale – Audencia | Gare Maritime ⥋ École Centrale – Audencia | Gare Maritime ⥋ École Centrale – Audencia | Gare Maritime ⥋ École Centrale – Audencia     | Gare Maritime ⥋ École Centrale – Audencia | Gare Maritime ⥋ École Centrale – Audencia     | Gare Maritime ⥋ École Centrale – Audencia |
| ----- | --- | ----------------------------------------- | ----------------------------------------- | ----------------------------------------- | ----------------------------------------- | --------------------------------------------- | ----------------------------------------- | --------------------------------------------- | ----------------------------------------- |
| C20   | Ouverture / Fermeture 27 août 2018 / — | Longueur 13,4 km                          | Durée 35-40 min                           | Nb. d’arrêts 37                           | Matériel GX 427 GNV Urbanway 18 GNV       | Jours de fonctionnement L, Ma, Me, J, V, S, D | Jour / Soir / Nuit / Fêtes O / O / N / O  | Voy. / an 15 047 voyages / jour bleu en 2 020 | Exploitant SEMITAN (Saint-Herblain)       |
| C20   | Desserte : - Ville(s) desservie(s) : Nantes, Saint-Herblain et Orvault - Principaux lieux desservis : Maillé-Brézé (D627), Audencia Bachelors, Le Théâtre de Jeanne, Belvédère de L'Hermitage, Lunar tree, Immeuble Cap 44, Square Maurice-Schwob, Carrière Miséry, Pôle emploi - Direction régionale Pays de la Loire, Grue Noire, Docks de Chantenay, Parc des Oblates, Pôle emploi - Nantes Chantenay, Lycée Louis-Antoine de Bougainville, Mosquée Osmanli, Plaine de jeux de la Bernardière, Parc d'activités de la Janvraie, Pont de Cheviré, Théâtre de verdure, Parc du Clos Fleuri, Complexe Sportif Durantière, Collège La Durantière, Parc des Dervallières, Stade des Dervallières, Gymnase Jean Ogé, Piscine des Dervallières, Parc du Val de Chézine, Lycée Carcouet, Collège Rosa-Parks (Le Breil), EHPAD Beauséjour, Cimetière du Pont du Cens, Parc de La Gaudinière, Château de La Gaudinière, Église Notre-Dame de Lourdes, Cimetière de la Chauvinière, Parc de l'Hippodrome, Hippodrome du Petit Port, Camping et mini-golf du Petit Port, Centre de loisirs du Petit Port (Piscine et patinoire), Université de Nantes, IAE Nantes, Théâtre Universitaire, École Centrale de Nantes, Ifremer, Audencia.          |                                           |                                           |                                           |                                           |                                               |                                           |                                               |                                           |
| C20   | Autre : - Amplitude horaire et fréquence : - Jour bleu : de 5 h 0 à 22 h 55 avec un bus toutes les 7 minutes en heures de pointe du matin, toutes les 12 minutes en heures creuses, toutes les 8 minutes en heures de pointe du soir et toutes les 15 à 19 minutes après 20 h 30. - Jour vert : de 5 h 0 à 23 h 0 avec un bus toutes les 9 minutes en heures de pointe, toutes les 12 minutes en heures creuses et toutes les 14 à 21 minutes après 20 h 0. - Jour jaune : de 5 h 0 à 23 h 0 avec un bus toutes les 20 minutes le matin, toutes les 12 minutes en heures creuses, toutes les 10 minutes en heures de pointe du soir et toutes les 15 minutes après 20 h 30. - Jour violet : de 5 h 0 à 23 h 0 avec un bus toutes les 12 minutes en journée et toutes les 15 minutes après 19 h 30. - Jour blanc : de 6 h 0 à 23 h 0 avec un bus toutes les 25 minutes. - Particularités : - Cette ligne est la seule ligne Chronobus à ne pas circuler en service de nuit après 22 h 30. - Histoire : La ligne C20 a remplacé l'ancienne ligne 25 (Gare de Chantenay ↔ École Centrale – Audencia). À la rentrée 2022, la ligne est prolongée de la gare de Chantenay à la Gare Maritime. - Date de dernière mise à jour : 30 août 2022 |                                           |                                           |                                           |                                           |                                               |                                           |                                               |                                           |
| C20   | Dernière actualisation : — |                                           |                                           |                                           |                                           |                                               |                                           |                                               |                                           |

|  |   |  | Arrêts                    | Communes               | Correspondances Tan | Correspondances Aléop |
|  | - |  | ------------------------- | ---------------------- | ------------------- | --------------------- |
|  | o |  | Gare Maritime             | Nantes                 | 1 81 E1             |                       |
|  | o |  | Salorges                  | Nantes                 | 81                  |                       |
|  | o |  | Carrière Misery           | Nantes                 | 81                  |                       |
|  | o |  | Bougainville              | Nantes                 | 81                  |                       |
|  | o |  | Bas-Chantenay             | Nantes                 | C1 10 81            |                       |
|  | o |  | Gare de Chantenay         | Nantes                 | C1 10 81 E1         |                       |
|  | o |  | Bois Hardy                | Nantes                 | 81                  |                       |
|  | o |  | Fardière                  | Nantes                 | 81 E1               |                       |
|  | o |  | Janvraie                  | Nantes                 | 81                  |                       |
|  | o |  | Belloc                    | Nantes                 | 40                  |                       |
|  | o |  | Bernanos                  | Nantes, Saint-Herblain | 40                  |                       |
|  | o |  | Mendès France – Bellevue  | Nantes, Saint-Herblain | 1 23 40 59 81 91    |                       |
|  | o |  | Romanet                   | Nantes, Saint-Herblain | 1                   |                       |
|  | o |  | Tertre                    | Nantes, Saint-Herblain | 1 11                |                       |
|  | o |  | Branchoire                | Nantes, Saint-Herblain | 23                  |                       |
|  | o |  | Abel Durand               | Nantes, Saint-Herblain |                     |                       |
|  | o |  | Châtaigniers              | Nantes, Saint-Herblain | C3                  | 350                   |
|  | o |  | Colonac                   | Nantes, Saint-Herblain |                     |                       |
|  | o |  | Le Nain                   | Nantes, Saint-Herblain | C6                  |                       |
|  | o |  | Dervallières              | Nantes, Saint-Herblain | C6                  |                       |
|  | o |  | Grand Carcouët            | Nantes, Saint-Herblain | 54                  | 322                   |
|  | o |  | Eglantine                 | Saint-Herblain         |                     |                       |
|  | o |  | Courteline                | Saint-Herblain         |                     |                       |
|  | o |  | Beauséjour                | Nantes, Saint-Herblain | 3 12 59 79 89       | 320 322 359 371       |
|  | o |  | Grootaers                 | Nantes                 | 12 59               |                       |
|  | o |  | Cimetière Gaudinière      | Nantes                 | 59                  |                       |
|  | o |  | Patouillerie              | Orvault                | 59                  |                       |
|  | o |  | Pont du Cens              | Nantes, Orvault        | C2 59               |                       |
|  | o |  | Vallée                    | Nantes, Orvault        | C2 59               |                       |
|  | o |  | Bout des Pavés            | Nantes, Orvault        | 59 86 96            | 309 310 311           |
|  | o |  | Chauvinière               | Nantes                 |                     |                       |
|  | o |  | Tribunes                  | Nantes                 | 26                  |                       |
|  | o |  | Hippodrome                | Nantes                 | 26                  |                       |
|  | o |  | Champ de Courses          | Nantes                 | 26                  |                       |
|  | o |  | Petit Port                | Nantes                 | 2 26                | 348                   |
|  | o |  | Fac de Lettres            | Nantes                 | 80 E5               |                       |
|  | o |  | École Centrale – Audencia | Nantes                 | 2 66 75 80 E5       |                       |

## Ancienne ligne
La ligne C5 a été transformée en ligne 5 du Busway le jeudi 27 février 2020. Son changement de statut ramène donc le nombre de lignes Chronobus à 8, au lieu de 9 auparavant.
| Ligne | Caractéristiques | Caractéristiques                                            | Caractéristiques                                            | Caractéristiques                                            | Caractéristiques                                            | Caractéristiques                                            | Caractéristiques                                            | Caractéristiques                                            | Caractéristiques                                            |
| C5    | Gare Sud / Commerce (en service de nuit) ⥋ Hangar à bananes | Gare Sud / Commerce (en service de nuit) ⥋ Hangar à bananes | Gare Sud / Commerce (en service de nuit) ⥋ Hangar à bananes | Gare Sud / Commerce (en service de nuit) ⥋ Hangar à bananes | Gare Sud / Commerce (en service de nuit) ⥋ Hangar à bananes | Gare Sud / Commerce (en service de nuit) ⥋ Hangar à bananes | Gare Sud / Commerce (en service de nuit) ⥋ Hangar à bananes | Gare Sud / Commerce (en service de nuit) ⥋ Hangar à bananes | Gare Sud / Commerce (en service de nuit) ⥋ Hangar à bananes |
| ----- | --- | ----------------------------------------------------------- | ----------------------------------------------------------- | ----------------------------------------------------------- | ----------------------------------------------------------- | ----------------------------------------------------------- | ----------------------------------------------------------- | ----------------------------------------------------------- | ----------------------------------------------------------- |
| C5    | Ouverture / Fermeture 26 août 2013 / 26 février 2020 | Longueur 6 km                                               | Durée 20 min                                                | Nb. d’arrêts 15                                             | Matériel GX 427 GNV Citaro G GNV                            | Jours de fonctionnement L, Ma, Me, J, V, S, D               | Jour / Soir / Nuit / Fêtes O / O / O / O                    | Voy. / an 15 483 voyageurs / jour (2 015/2 016)             | Exploitant SEMITAN (Trentemoult)                            |
| C5    | Desserte : - Ville(s) desservie(s) : Nantes - Principaux lieux desservis : Collège Sophie Germain, Piscine de la Petite Amazonie, Péage sauvage, Mairie annexe Nantes-Malakoff, Pont Éric-Tabarly, Hôtel de région des Pays de la Loire, Parc de Beaulieu et CRAPA, Ursaaf Pays de la Loire, CPAM de Loire-Atlantique, Stade Michel Lecointre Beaulieu, Lycée Nelson-Mandela, Conservatoire de Nantes, Jardin des Cinq Sens, Centre Commercial Beaulieu, Gymnase Mangin Beaulieu, Jardin des Fonderies, Insee Pays de la Loire, Square Gustave Roch, Place de la République, Collège Aristide Briand, Les Machines de l'île, Parc des Chantiers, Grues Titan de Nantes, Quai des Antilles, Hangar à bananes. |                                                             |                                                             |                                                             |                                                             |                                                             |                                                             |                                                             |                                                             |
| C5    | Autre : - Particularités : - Après 22 h 30 (en service de nuit), la ligne était prolongée de Gare Sud à Commerce, via Lieu Unique, Monteil et Hôtel Dieu. La ligne allait également jusqu'au Hangar à bananes en service de nuit avant son prolongement à la rentrée 2019. - Histoire : La ligne C5 a remplacé l'ancienne ligne 58 entre Quai des Antilles et Vincent Gâche, et l'ancienne ligne 24 entre Rondeau (renommé Conservatoire) et Gare SNCF Sud (renommé Gare Sud). Entre Vincent Gâche et Conservatoire, la ligne emprunte le Boulevard Vincent-Gâche et la Rue Gaëtan-Rondeau, en desservant l'arrêt Fonderies nouvellement créé, et l'arrêt Île de Nantes de la ligne 4. Elle fut prolongée au Hangar à bananes le 26 août 2019 (pérennisant ainsi en journée le prolongement de la ligne mis en place uniquement en service de nuit), puis remplacée par la ligne 5 le jeudi 27 février 2020. - Date de dernière mise à jour : 21 août 2020 |                                                             |                                                             |                                                             |                                                             |                                                             |                                                             |                                                             |                                                             |
| C5    | Dernière actualisation : — |                                                             |                                                             |                                                             |                                                             |                                                             |                                                             |                                                             |                                                             |

## Fréquentation
Les chiffres de 2012 correspondent à la fréquentation des lignes C1 à C4, ceux entre 2013 et 2017 correspondent à la fréquentation des lignes C1 à C7, puis ceux à partir de 2018 correspondent à la fréquentation des lignes C1 à C20.
| Année                                   | 2012 | 2013 | 2014 | 2015 | 2016 | 2017 | 2018    | 2019    |
| Nombre de voyages annuels (en millions) | 2,6  | 13,7 | 19,6 | 29,2 | 23,4 | 24,3 |         |         |
| Nombre de voyages par jour en semaine   |      |      |      |      |      |      | 141 800 | 145 883 |

## Avis de la population
Les plans de déplacements urbains prévus pour permettre le passage des Chronobus entrainent une opposition d'une partie de la population, notamment à Sainte-Luce-sur-Loire pour les travaux de la C7, où une manifestation a rassemblé environ 600 personnes. La raison principale de cette opposition était l'interdiction de la circulation automobile sur l'artère principale du centre-ville de Sainte-Luce-sur-Loire et son déplacement vers des zones pavillonnaires initialement en impasse. À la suite de ces inquiétudes, Nantes Métropole et la ville de Sainte-Luce-sur-Loire ont modifié le plan de circulation.
Néanmoins, les usagers sont plutôt satisfaits de ces nouvelles lignes, avec une note globale de satisfaction de 7,9/10 lors d'une enquête de satisfaction menée en 2013 sur 2 600 voyageurs (72 % des personnes interrogées considèrent que les lignes Chronobus ont amélioré leurs déplacements). Les principaux points de satisfaction portent sur l'identification des arrêts desservis par une ligne Chronobus (97 % des personnes très ou assez satisfaites), l'amplitude horaire des lignes (95 %), la régularité (94 %), l'accessibilité des véhicules (93 %) et les fréquences de passage (93 %). Deux points sont cependant à améliorer : le taux de charge dans les véhicules (64 % des personnes ont exprimé cet avis) et la ponctualité (85 %). Côté conducteur, les conditions de circulation améliorées grâce aux nouveaux aménagements et la mise en accessibilité des arrêts sont de bons points positifs, mais la gestion des taux de charges est parfois difficile.